# تدبير ارتفاع ضغط الدم
يمكن تدبير ارتفاع ضغط الدم باستخدام وسائل تعديل نمط الحياة والأدوية الخافضة لضغط الدم. عادةً ما يُعالج ارتفاع ضغط الدم للوصول إلى ضغط دم أدنى من 140/90 مم زئبقي حتى 160/100 مم زئبقي. وفقًا لإحدى المراجعات في عام 2003، يقلل انخفاض ضغط الدم بمقدار 5 مم زئبقي من خطر الإصابة بالسكتة الدماغية بنسبة 34%، ومرض نقص تروية القلب بنسبة 21% إلى جانب انخفاض احتمالية الإصابة بالخرف، وقصور القلب والموت الناجم عن المرض القلبي الوعائي.

## الأبحاث

### العلاج غير الدوائي
ركزت إحدى الوسائل البحثية حول العلاجات الأكثر فعالية لارتفاع ضغط الدم المعند الشديد على استخدام الاستئصال الراديوي الانتقائي. تستخدم هذه الطريقة جهازًا يعتمد على القثطرة بهدف إحداث إصابة حرارية في الأعصاب الودية المحيطة بالشرايين الكلوية، من أجل خفض فرط النشاط الودي الكلوي (يُدعى ذلك بمصطلح «إزالة التعصيب الكلوي») بالتالي خفض ضغط الدم. استُخدمت هذه الطريقة في التجارب السريرية لارتفاع ضغط الدم المعند. مع ذلك، فشلت تجربة سريرية عشوائية فردية التعمية استباقية عبر التحكم الوهمي في إثبات وجود تأثير مفيد. ورد عدد قليل من حالات تسلخ الشريان الكلوي، وأم الدم الكاذبة للشريان الفخذي والانخفاض المفرط في ضغط الدم ومعدل ضربات القلب. أوصى البيان الصادر باتفاق الآراء لعام 2014 لرابطة مجتمعات المملكة المتحدة بعدم استخدام الاستئصال الراديوي لعلاج ارتفاع ضغط الدم المعند، لكنه استمر في دعم التجارب السريرية المستمرة. قد يساعد اختيار المريض، مع الانتباه إلى قياس النشاط العصبي الودي السابق قبل الإجراء وبعده إلى جانب مستويات النورأبينفرين، في تحديد المستجيبين وغير المستجيبين لهذا الإجراء.
على الرغم من اعتباره علاجًا تجريبيًا في الولايات المتحدة والمملكة المتحدة، إلا أنه علاج معتمد في كل من أوروبا، وأستراليا وآسيا.

### الحمل
أوصت الأبحاث المتعلقة بارتفاع ضغط الدم أثناء الحمل بتوجيه البحث الأساسي نحو فهم أفضل حول الإمراضية والوراثيات الخاصة بالإجهاد التأكسدي المرافق لحالة ما قبل الإرجاج؛ بالإضافة إلى بدء التجارب السريرية لتقييم التدخلات الفعالة في منع حدوث الإجهاد التأكسدي أثناء الحمل. فيما يتعلق بتدبير ارتفاع ضغط الدم الأساسي لدى المرأة الحامل، يُوصى ببدء التجارب السريرية لتقييم فعالية الأنظمة الدوائية المختلفة، إلى جانب تأثيراتها على الأم والجنين.

### توصيات عام 2017
أصدرت جمعية القلب الأمريكية بالتعاون مع الكلية الأمريكية لطب القلب التوصيات في 13 نوفمبر 2017، بالاعتماد على نتائج تجربة تدخل ضغط الدم الانقباضي (إس بّي آر آي إن تي)، التي تُعد تجربة عشوائية كبيرة نُشرت في نوفمبر 2015، استهدفت التجربة ضغط الدم الانقباضي البالغ 140 و120 مم زئبقي بين الأفراد المعرضين لزيادة الخطر القلبي الوعائي والسليمين من مرض السكري، ممن لا يقل ضغط الدم الانقباضي لديهم عن 130 مم زئبقي. ارتبط الهدف الأدنى بانخفاض سنوي مطلق بنسبة 0.5% في النوبات القلبية الوعائية والوفيات الناتجة عن جميع الأسباب (الخطر النسبي 0.75)، إلى جانب زيادة معدل الأحداث الضارة الخطيرة. بالإضافة إلى ذلك، اختلفت طريقة قياس ضغط الدم المستخدمة في (إس بّي آر آي إن تي) من تلك المستخدمة في قياس ضغط الدم المكتبي القياسي. تعطي الطريقة المستخدمة في (إس بّي آر آي إن تي) تقدير ضغط دم أقل بمقدار 5-10 مم زئبقي، إذ قد يلزم النظر في هذا عند ضبط أهداف ضغط الدم.